# Richard Poore
Richard Poore sau Poor (n. secolul al XII-lea – d. 15 aprilie 1237, Tarrant Keyneston⁠(d), Dorset⁠(d), Anglia, Regatul Unit) a fost un episcop englez, cel mai bine cunoscut pentru rolul său în înființarea Catedralei Salisbury și a orașului Salisbury, mutat din cetatea din apropiere, Old Sarum. A slujit ca episcop de Chichester, episcop de Salisbury și episcop de Durham.